# Schroder & Co Bank
Die Schroder & Co Bank AG ist eine Schweizer Privatbank mit Sitz in Zürich und eine Tochtergesellschaft der 1804 gegründeten britischen Schroders plc. 
Ihr Tätigkeitsgebiet umfasst hauptsächlich das Vermögensverwaltungsgeschäft und das Private Banking sowie das Anlagefonds- und das Kreditgeschäft. Schroder beschäftigt 139 Mitarbeiter und verwaltete per Ende 2007 Kundenvermögen in der Höhe von 14,2 Milliarden Schweizer Franken. Neben dem Hauptsitz in Zürich verfügt die Bank
über eine Niederlassung in Genf.